# David Damian
David Ștefan Damian (* 4. August 2006 in Turda) ist ein rumänischer Leichtathlet, der im Sprint und im Hürdenlauf an den Start geht.

## Sportliche Laufbahn
Erste internationale Erfahrungen sammelte David Damian beim Europäischen Olympischen Jugendfestival (EYOF) 2023 in Maribor, bei dem er mit 54,70 s in der Vorrunde im 400-Meter-Hürdenlauf ausschied und mit der rumänischen Sprintstaffel (1000 Meter) in 1:54,77 min den vierten Platz belegte. Im Jahr darauf schied er bei den U20-Weltmeisterschaften in Lima mit 52,79 s in der ersten Runde über 400 m Hürden aus und 2025 siegte er bei den U20-Balkan-Hallenmeisterschaften in Sofia in 48,23 s im 400-Meter-Lauf. Ende Juni wurde er bei der 2. Liga der Team-Europameisterschaft in Maribor in 51,29 s Zweiter im B-Lauf über 400 m Hürden und anschließend belegte er bei den U20-Balkan-Meisterschaften in Craiova in 47,96 s den siebten Platz im B-Lauf über 400 Meter. Daraufhin belegte er bei den U20-Europameisterschaften in Tampere in 51,33 s den sechsten Platz über 400 m Hürden.
2025 wurde Damian rumänischer Hallenmeister im 200-Meter-Lauf.

## Persönliche Bestzeiten
- 400 Meter: 47,31 s, 24. Mai 2025 in Brüssel
  - 200 Meter (Halle): 22,20 s, 9. März 2025 in Bukarest
  - 400 Meter (Halle): 48,23 s, 8. Februar 2025 in Sofia
- 400 m Hürden: 51,07 s, 8. August 2025 in Tampere